# YUP (Band)
YUP (Yhdistyneet Urbaanit Puoskarit) ist eine finnische Rockband aus Savonlinna.

## Bandgeschichte
YUP wurde 1987 unter dem Namen Y.U.P., Young Urban Perverts von Jarkko Martikainen, Valtteri Tynkkynen und Jussi Hyyrynen, drei Schülern der Kunsthochschule von Savonlinna, gegründet. 1990 veröffentlichten die Drei ihr erstes Album The Hippos from Hell in Eigenvertrieb. Der Stil damals war am Hardcore Punk orientiert, die Texte waren politischer Natur und zudem in englischer Sprache. Auf ihren späteren Veröffentlichungen wurde finnisch gesungen.
1992 erhielt die Band mit Tommi Kärkkäinen am Keyboard ein viertes Mitglied. Kurze Zeit später, nach der Veröffentlichung der Single Daavidin fuzz / Paratiisin sahakielet wechselte Jussi Hyyrynen vom Schlagzeug zur Gitarre, weshalb mit Janne Mannonen auch noch ein neuer Schlagzeuger aufgenommen wurde. 1994 verließ Kärkkäinen die Band wieder um sich auf klassische Musik konzentrieren zu können. Sein Ersatz wurde Petri Tiainen. Seither hat sich das Line-Up der Band nicht mehr geändert.
Anfang 2009 gab die Band bekannt, auf unbestimmte Zeit zu pausieren.

## Diskografie

### Studioalben
- 1989: The Hippos From Hell
- 1991: Huuda harkiten
- 1994: Toppatakkeja ja Toledon terästä
- 1994: Homo Sapiens
- 1996: Yövieraat
- 1998: Outo elämä
- 1999: Normaalien maihinnousu
- 2001: Lauluja metsästä
- 2003: Leppymättömät
- 2005: Keppijumppaa
- 2008: Vapauden kaupungit

### EPs
- 1989: Who Dares Farts
- 1989: Whlap-Zap Ninja
- 1990: Turpasauna
- 1991: Julmasti juhlallista
- 1993: Minä olen myyrä
- 1999: Me viihdytämme teitä
- 2005: Minä en tiedä mitään

### Kompilationen
- 1992: 1990–1992
- 2001: Hajota ja hallitse 1993-2001
- 2003: The Hippos From Hell & Other Oddities 1988–1990
- 2004: Helppoa kuunneltavaa

### Singles
- 1992: Daavidin Fuzz/Paratiisin sahakielet
- 1994: Jumala halkaisi ihmisen kahtia
- 1995: Homo Sapiens
- 1996: Porvariston hillitty charmi
- 1997: Tavaroiden taikamaailma
- 1998: Tuuliajolla
- 1998: Mitä luoja teki ennen kuin loi maailman?
- 1999: Meitä odotellaan mullan alla
- 1999: Varjoleikit
- 2000: Pohjaton säkki
- 2001: Ihana elämä
- 2001: Rakkaus on pesti hulluuteen
- 2003: Joutilas
- 2003: Pahassa paikassa
- 2004: Päivä kerrallaan
- 2005: Intiaanit ymmärtävät

### Videoalben
- 2004: Helppoa katseltavaa